# Haras de Moszna
Le haras de Moszna (polonais : Stadnina Koni Moszna) est un haras de Pur-sangs situé à Moszna, près du château de Moszna, en Pologne.

## Histoire
La création du haras remonte à 1948, lorsque 25 juments Pur-sang sont transférées dans les bâtiments du domaine qui appartenait avant-guerre au comte von Tiele-Winckler. Ces juments proviennent surtout d'élevages privés polonais d'avant la Seconde Guerre mondiale. Pendant longtemps, il a fonctionné comme un haras national, propriété de l'État polonais. En 1994, il est transformé en Moszna State Treasury Horse Stud. Durant la première moitié des années 1990, il devient une société à responsabilité limitée avec une part unique du Trésor de l'État (en la personne de l'Agence de la propriété agricole du Trésor de l'État), puis en février 2001, la société est privatisée, en gardant le nom de haras de Moszna.
Ce haras et le château sont désormais un site touristique, attirant chaque année plusieurs milliers de visiteurs, polonais ou non.
Le haras est membre de l'Association polonaise des éleveurs de chevaux et de l'Association polonaise des éleveurs de chevaux de pur-sang.

## Chevaux célèbres
Les chevaux nés à Moszna connaissent du succès sur les hippodromes de Pologne, de République tchèque, d'Italie et d'Angleterre, remportant plus de 200 courses enregistrées. Les succès spéciaux incluent
- Only Juris, cheval élevé à Moszna, qui s'est fait remarquer pendant sa saison de courses en 1968[7] ;
- Galileo, vainqueur à l'hippodrome de Cheltentham en Angleterre - au Queen Mother's Award en 2001 (chez les chevaux de course et pur-sang) ;